# Werk aan de Daatselaar
Werk aan de Daatselaar, ook wel Fort Daatselaar genoemd, is een aarden vestingwerk van de Grebbelinie. Het werd in 1799 aangelegd op de plaats waar de Groeperkade en de Slaperdijk bij elkaar komen.

## Geschiedenis

### Voorgeschiedenis
In 1786 lag er bij het huidige werk een lunet en redoute. Het was klein en bood plaats aan twee kanonnen en voor de bemanning zou er een klein wachthuis worden gebouwd. In 1793 vielen de Fransen Nederland aan. De Grebbelinie werd gemobiliseerd en het land ten oosten van de linie geïnundeerd. Toen de rivieren waren dichtgevroren in de strenge winter van 1794-1795 trokken de Fransen de rivieren over. De verdedigers trokken zich terug waardoor de strijd met de Fransen, onder bevel van Étienne Macdonald, werd vermeden. De vestingwerken werden in de Franse periode geslecht, maar zijn nog altijd zichtbaar in het landschap ten noordoosten van de damsluis.

### Aanleg
In 1799 werd iets ten zuiden van de voormalige versterking een nieuw verdedigingswerk aangelegd. Het werd een gesloten aarden verdedigingswerk met aan de westzijde een gebastionneerde en aan de oostzijde een getenailleerde vorm, omgeven door een natte gracht. Aan de voorzijde zijn de schietsleuven voor kanonnen in de borstwering. Op het terreplein zijn in de hoeken de opritten naar de opstelplaatsen voor de kanonnen nog herkenbaar. Het werk is zo'n 320 meter lang en 120 meter diep. Op het terreplein kwam een klein wachthuis en bij de aansluiting met de Slaperdijk, de keelzijde, een stenen kruitmagazijn.
Het Werk was bedoeld om de toegang tot de Groeperkade en de Slaperdijk, beide komkeringen in de Grebbelinie, en de damsluis in de Lunterse Beek te verdedigen. De Groeperkade is speciaal aangelegd om twee inundatiekommen te scheiden en de damsluis was essentieel om de gebieden te inunderen. De damsluis is uitgevoerd in metselwerk en aan de  noordzijde van de damwand is een steen met de tekst “I.D./PUL en GLDE./STEEN/1766”. De damsluis heeft een doorstroomopening van 4 à 5 meter.
Aan het einde van de 19e eeuw was het fort vervallen en de grachten waren dichtgegroeid.
Met het naderen van de Tweede Wereldoorlog kreeg de Grebbelinie een prominente rol in de verdediging van Nederland. Het Werk aan de Daatselaar werd vanwege zijn vooruitgeschoven positie geen onderdeel van de Grebbelinie van 1940.

## Huidige situatie
In de jaren tachtig werden enige herstelwerkzaamheden verricht. De sluis met brug werden gerestaureerd. In 2005 zijn er baggerwerkzaamheden gedaan en stroomt er weer water door de grachten. Staatsbosbeheer bracht in 2008 de wallen in oude staat terug en verder werden enkele bomen gekapt om dit cultuur-historisch erfgoed meer herkenbaar te maken.
Het waterschap verbond de Lunterse Beek weer met de grachten, de een deel van de Groeperkade werd hersteld en natuurvriendelijke oevers zijn aangelegd inclusief een moerasachtig natuurgebied met poelen en watergangen.